# Bico-adunco-grisalho
bico-adunco-grisalho (Calamornis heudei) é uma espécie de ave da família dos paradoxornitídeos. Pode ser encontrada nos seguintes países: China, Mongólia e Rússia. Está ameaçada por perda de habitat.